# Maksim Bahdanowitsch

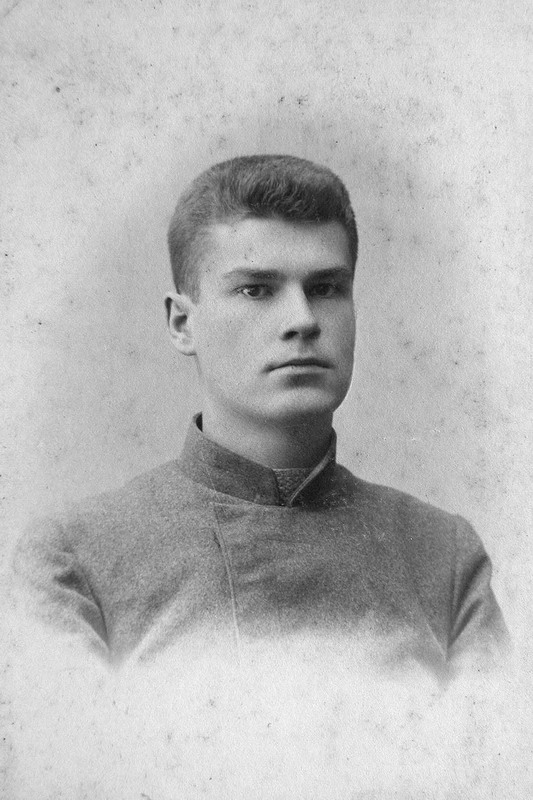
Maksim Bahdanovič

Maksim Adamawitsch Bahdanowitsch (auch Maxim Bogdanowitsch oder Maxim Bogdanowicz; belarussisch Максім Адамавіч Багдановіч; * 27. Novemberjul. / 9. Dezember 1891greg. in Minsk; † 12. Maijul. / 25. Mai 1917greg. in Jalta) war ein belarussischer Dichter, Schriftsteller, Übersetzer und Publizist, der neben Jakub Kolas und Janka Kupala als eine der Hauptfiguren der Belarussischen Wiedergeburt (belar.: Адраджэнне) zu Beginn des 20. Jahrhunderts gilt.

## Leben und Werk
Bahdanowitsch wurde 1891 in Minsk geboren. Bereits 1896 verließ die Familie Belarus, das damals noch zum Russischen Reich gehörte, und zog nach Nischni Nowgorod in Russland. Hier entwickelte sich zwischen dem Vater des Dichters und Maxim Gorki eine enge Freundschaft, die sich auch auf den jungen Maxim auswirken sollte.
Obwohl Bahdanowitsch weit entfernt vom belarussischen Sprachgebiet lebte und zudem russische Schulen und später in Jaroslawl auch das russischsprachige Juristische Lyzeum absolvierte, faszinierte ihn die Sprache seiner Heimatregion sehr. Er abonnierte belarussische Zeitungen (zum Beispiel die in Wilna erscheinende Nascha Niwa) und veröffentlichte ab 1907 auch selbst Gedichte in belarussischer Sprache. Bahdanowitsch, dem die russische Kultur ebenso vertraut war wie die belarussische, publizierte auch in russischen Zeitungen und Zeitschriften und arbeitete selbst eine Zeitlang in der Redaktion der in Jaroslawl erscheinenden Zeitung Golos (dt. „Die Stimme“).
Nach Abschluss des Gymnasiums im Jahre 1911 besuchte er zum ersten Mal wieder seine Heimat, vor allem Wilna, das geistige und kulturelle Zentrum der belarussischen Wiedergeburtsbewegung. Er schloss während dieser Zeit Bekanntschaft mit verschiedenen belarussischen Dichtern und Schriftstellern dieser Zeit, unter anderem mit Janka Kupala.
Im Jahre 1914 erschien in Wilna Bahdanowitschs einziger zu Lebzeiten veröffentlichter Gedichtband mit dem Titel Вянок (dt. „Der Kranz“).
Nach Abschluss des Lyzeums im Jahre 1916 kehrte Bahdanowitsch endgültig nach Minsk zurück. Seit 1909 an Tuberkulose erkrankt, verschlechterte sich Bahdanowitschs Zustand in dieser Zeit immer mehr. Er reiste noch im selben Jahr zur Genesung auf die Krim, wo er im Mai des darauffolgenden Jahres verstarb. Bahdanowitsch wurde auf dem Städtischen Friedhof von Jalta beigesetzt.

## Werk

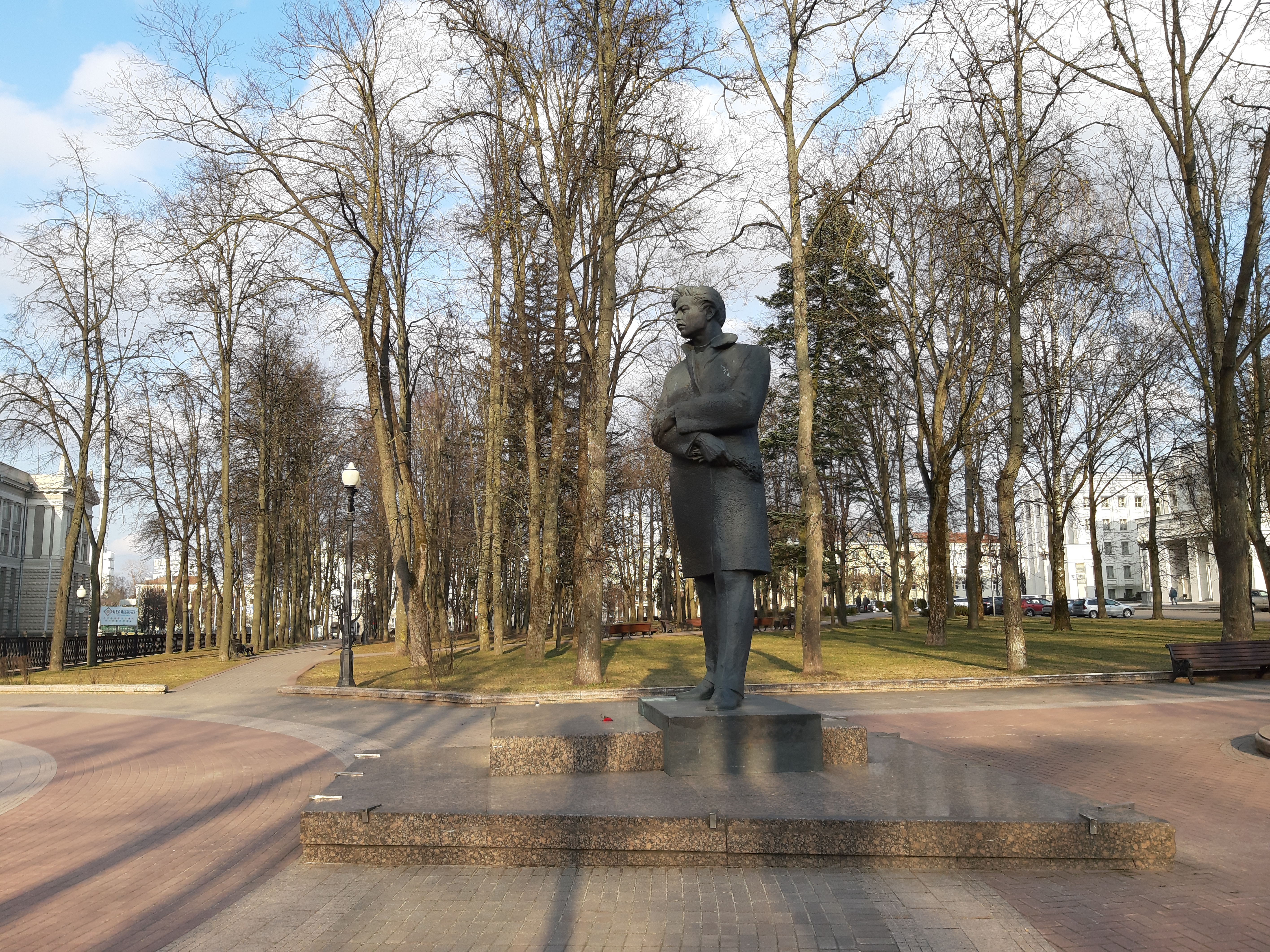
Bahdanowitsch-Denkmal (Sergei Wakar), Minsk

Bahdanowitsch erlangte vor allem als Dichter Berühmtheit. Aber er schrieb auch Prosa, zum Beispiel Erzählungen und Märchen, übersetzte aus verschiedenen Sprachen (vor allem aus dem Russischen, Polnischen, Deutschen, Ukrainischen, Lateinischen und Französischen) ins Belarussische. Besonders seine Nachdichtungen von Paul Verlaine, Heinrich Heine, Alexander Puschkin, Horaz und Ovid sind hier zu nennen. Er übertrug belarussische und ukrainische Texte ins Russische, insbesondere von Janka Kupala, Taras Schewtschenko und Iwan Franko. Darüber hinaus hinterließ Bahdanowitsch ein reiches publizistisches Werk.
Bahdanowitsch hatte mit seinem Werk einen prägenden Einfluss auf die Entwicklung der modernen belarussischen Literatursprache.